# Вогар
Эта статья о городе Вогар. Об исландской общине см. статью Вогар (община).
Во́гар (исл. Vogar, исландское произношение: [ˈvɔːɣar̥], в пер. маленькие бухты) — город в Исландии.

## География
Город Вогар лежит в юго-западной части Исландии, в регионе Сюдюрнес, на севере полуострова Рейкьянес. Численность населения — 1.131 человек (на 1 декабря 2007 года.
Город находится в 30 километрах от столицы страны Рейкьявика. К западу от Вогара расположен город Ньярдвик, относящийся к общине Рейкьянесбайр. Вокруг города лежат лавовые поля. Основным занятием жителей Вогара на протяжении столетий было рыболовство, в настоящее время приходящее в упадок. Число жителей города постепенно увеличивается благодаря выезжающим сюда из перенаселённого столичного региона.

## Предание
Перед местной школой как памятник находится камень весом в 450 килограммов, который, согласно преданию, собственными руками вынес со своего поля в XIX веке местный крестьянин Йоун Даниэльссон.